# 麻布幸村
麻布幸村(あざぶゆきむら)は、東京都港区麻布十番にある元ミシュラン三つ星の割烹料理店。2021版で、二つ星になっている。
単に幸村(ゆきむら)と呼ばれることもある。シェフの幸村純が所有、経営している。

## レストラン
幸村純シェフは、京都市で料理人として25年間働いた後、2000年に当店を開店した。東京の港区に位置する幸村には、カウンター席のほかにテーブル席が9席しかない。 
食事は、主に京都から調達した食材を使用して店内で用意される。 

## 参照資料
1. ↑  Fujita (2013年5月13日). “Michelin for the masses: Japan's standing restaurants head for New York”. Reuters. 2015年4月4日閲覧。
2. ↑  Robbie Swinnerton (2013年5月31日). “Gourmet food for cheap, if you can stand for it”. The Japan Times. 2015年4月4日閲覧。
3. ↑  Yuki Yamaguchi (2013年12月3日). “Michelin Cuts Tokyo Three-Star Restaurants for Second Year”. Bloomberg Business. 2015年4月4日閲覧。
4. ↑  红酒世界网 (2013年8月25日). “日本麻布幸村餐厅的豪门蟹宴” (Chinese). 红酒世界 2015年11月24日閲覧。
5. ↑  “Azabu Yukimura”. Best Restaurants of Australia (deGroots Media) 2015年11月24日閲覧。
6. ↑  “Yukimura”. TimeOut Tokyo 2015年11月24日閲覧。